# 於乙宇同
（1430年/1440年？—1480年十一月十八），也作於宇同（어우동）、於于同（어우동）、，朝鮮王朝成宗時期的女詩人、作家及畫家。本贯尚州朴氏，名不詳，承文院知事朴允昌（박윤창）與夫人鄭氏之女。
由於她曾與多名男子發生性關係，不符合當時社會的禮教規範，故有「毒婦」、「妖婦」、「淫婦」、「惡女」、「色女」等稱號。「於乙宇同」是她自己取的名字，意為「與男人苟合」，文獻中有時也會與姓氏連稱，稱為어우동（朴於宇同）。

## 生平

### 出身與婚姻
朴氏出身士族，是兩班家庭的大家閨秀，後嫁給朝鮮王朝宗室、孝寧大君嫡五子永川君李定之庶長子、正四品泰江守李仝（이동）為正妻，封為正四品外命婦惠人（혜인）。但有人懷疑她的母親鄭氏亦有與他人私通，因為鄭氏曾經說過人人都有情慾，只是她的女兒誘惑男性特別突出，更有人指她並非朴允昌的親生女兒。
她的婚姻並不幸福，丈夫寵愛妓生燕輕飛。有一次泰江守聘銀匠回家製造銀器，當時的惠人朴氏見到銀匠，觸動了情慾，就假扮女僕與他私通，泰江守發現姦情後就把她休棄並逐出家門。

### 被休後的生活
她被休後返回娘家，獨自坐著悲歎，女奴見到她在歎息，就安慰主人不要傷心，並介紹出身頗為高貴且容貌姣好，曾為憲府都吏的吳從年與她匹配，朴氏答應了。一天女奴邀請吳從年來到，朴氏就和他發生性關係。自此她就經常遣女奴在外物色美男子，與他們發生性關係，其中有宗室（如方山守李瀾、守山守李驥）、官吏（如內禁衛具詮、學錄洪璨、書吏甘義享）其他士大夫（如典醫監生徒朴强昌、生員李承彥），甚至良民、奴隸也有。《朝鮮王朝實錄》和《燕山君日記》都有不少她與男子有染的記載，而她遇到一些特別喜愛的男子時，還會把他們的名字刺在身上，例如把李瀾、朴強昌的名字刺在手臂上，把甘義享的名字刺在背部。
玉淚丁東夜氣淸 / 옥은 눈물처럼 흘러 밤 기운 밝은데
白雲高捲月分明 / 흰구름 높이 걷히니 달이 더욱 밝구나
間房叔謐餘香在 / 한칸 방 은밀하여 임의 향기 남아 있어
可寫如今夢裏情 / 꿈결같던 그리운 정 지금 능히 그려 보네
有時她會假扮成民女、妾侍、妓生，經過男子的家門前，或打扮得很漂亮地出遊、盪鞦韆，不少男子一看見她就對她有意，然後和她同床共寢。後來她成為當時有名的蕩婦，豔名遠播，有些男子就主動找她，想和她發生性關係，有些以假身份接近她，如良民李謹之知道她熱衷於性事，就假稱自己是方山守李瀾的伻人（使者）去見她，有些男子甚至脅迫她發生性行為，例如密城君的家奴知巨非看見她在剛天亮時在外，就說要把她乘夜外出之事宣揚，令她下獄來威脅她與他性交。除了男子喜歡找她外，她也會主動引誘男子，例如到她家跟她商討賣奴婢之事的朴強昌。當她窺見初登第的洪璨經過方山守李瀾家門前，就對他有了性慾望，後來在路上遇到洪璨，就用衣袖輕拂他的臉來挑逗他，他就跟朴氏回家交歡。

### 下場
後來於乙宇同被方山守李瀾逮捕入獄，李瀾說如果乙于同把所有和她有過性關係的人都供出來，她就可以免除重罪，於是她就列出了一些人名，但當中的魚有沼、盧公弼、金世勣、金偁、金暉、鄭叔墀都沒查出曾經和她發生過關係，方山守就說魚有沼曾在於乙于同隔壁借宿，然後暗中派人邀請她到祠堂發生關係，並送她玉環為信物；又說金暉在社稷洞遇到於乙于同就借了路邊的住家與她性交。
朝中大臣對於乙宇同一案如何判決有不同的看法，鄭昌孫 、金國光、姜希孟、李克培、洪應、韓繼禧、左承旨蔡壽、左副承旨成俔等人認為，於乙于同按刑律罪不至死，建議成宗依律把她遠配；但沈澮 尹弼商、玄碩圭等人認為於乙于同身為士族之女、宗親之妻，卻無論親戚貴賤，都可以發生關係，可謂傷風敗俗，向成宗建議把她處死。最後在成宗十一年農曆十一月十八日按《大明律》下令把她處以絞刑，並把她的名字從《璿源錄》削除。而證實和她有過性關係的人都因應身份地位受到不同程度的刑罰，由杖刑至極刑不等，只有李承彥因為擅長射箭和精通音律，並且不知道於乙於同為士族女子，因而得到赦免，可以考科舉。

## 評價
於乙于同身為士族女性，卻有多名性伴侶，是當時朝鮮的儒家社會和封建禮教所不能接受的，當時朝中官員無論是否贊成把她處死，都認為她的淫亂至極，形同娼妓，敗壞綱常，把她視為淫婦、妖女。但另一方面，於乙于同頗有才華，寫有不少漢詩，《慵齋叢話》（용재총화）、《松溪漫錄》（송계만록）、《大東詩選》（대동시선）均有她寫有漢詩的記載。其中《扶餘懷古》是較為人知的一首。
白馬臺空經幾歲 / 백마대 텅빈 지 몇 해가 지났는가
白馬臺空經幾歲 / 백마대 텅빈 지 몇 해가 지났는고
落花巖立過多時 / 낙화암은 선채로 많은 세월 지났네.
靑山若不曾緘黙 / 청산이 만약 침묵하지 않았다면
千古興亡問可知 / 천고의 흥망을 물어서 알 수 있으련만
然而《松溪漫錄》、《秋江冷話》雖然肯定她的詩才，卻仍然對她有淫亂和風紀敗亂的負面評價。雖然她的所作所為不符合封建社會對女性的道德規範，但《慵齋叢話》中卻有記載她被處刑時有良家子女為她流下同情之淚。而她的母親鄭氏則認為人人皆有情慾，於乙于同誘惑男性之舉亦不過是比較突出而已。

## 有關於乙于同的作品
於乙于同特立獨行為朝鮮史上罕見的奇女子，因此不少虛構作品都以她的生平事蹟為題材。例如1985年異園樹所著的歷史小說《妖花於乙宇同》（요화어을우동）；同年李長鎬（이장호）執導的電影《於宇同》就以她的生平為藍本進行改編，並由李甫姫飾演於于同；1987年又有改編自異園樹原著小說、金基鉉執導的電影《妖花於乙宇同》；2003年MBC電視台製作的電視劇《於乙于同》；2007年SBS電視台製作電視劇《王與我》亦有於乙于同一角，由金思朗飾演。

## 家庭
| 称呼     | 名       | 备注                     |
| -------- | -------- | ------------------------ |
| 高祖父   | 朴瑔     | 奉常大夫典法揔郎         |
| 曾祖父   | 朴文老   | 判司宰寺事赠右赞成       |
| 曾祖母   | 咸阳朴氏 | 进士朴思之女             |
| 祖父     | 朴安义   | 判典农寺事               |
| 祖母     | 坡平尹氏 |                          |
| 伯父     | 朴美昌   | 左军司正赠左承旨         |
| 从兄弟   | 朴士英   | 吏曹参判                 |
| 从兄弟   | 朴士华   | 军资监副正赠户曹判书     |
| 父亲     | 朴允昌   | 知承文院事               |
| 母亲     | 郑氏     |                          |
| 大哥     | 朴成枝   | 秉节校尉                 |
| 侄子     | 朴世彦   | 训导                     |
| 二哥     | 朴成根   |                          |
| 姊妹     | 朴氏     | 适巨济县令河继支，本晋州 |
| 外甥     | 河润     | 持平                     |
| 叔祖父   | 朴安礼   | 崇政大夫吏曹判书         |
| 从伯叔父 | 朴遐     | 崇政大夫吏曹判书         |
| 叔祖父   | 朴安信   | 崇政大夫左赞成           |
| 从伯叔父 | 朴以昌   | 黄海道观察使             |

## 外部連結
- 朝鮮成宗實錄 （页面存档备份，存于）
- 어우동과 양반의 성문화[] 
- '팜므파탈' 어우동과 관계했던 남성들의 최후 - 오마이뉴스 （页面存档备份，存于） 2012.02.27 
- 왕가의 며느리였던 '어우동'은 어떤 스캔들? - 오마이뉴스 （页面存档备份，存于） 2012.03.01 